# 仕掛品
仕掛品（しかかりひん、英: work in process, in-process inventory）とは、工業簿記または企業会計において、製造途中にある製品のこと。原材料をいくらかでも加工してあれば仕掛品として認識される。半製品とは異なり、それ自身での販売や、交換価値を見込めないものを言う。
勘定科目としての仕掛品勘定は、棚卸資産に分類され、流動資産である。プロジェクトマネジメント上は仕掛かり作業という意味になる。